# City of Karratha
City of Karratha is een lokaal bestuursgebied (LGA) in de regio Pilbara in West-Australië.

## Geschiedenis
De voorouders van de Ngarluma, Yindjibarndi, Martuthunia en Yaburara Aborigines leefden reeds meer dan dertigduizend jaar in de streek. In de 19e eeuw werd de streek door Europeanen gekoloniseerd. In 1871 werd het Roads District of Nickol Bay opgericht en in juli werden haar eerste leden verkozen. De Roads District of Nickol Bay werd in 1877 reeds ontbonden en in de plaats werd de Roebourne Roads Board District opgericht. Door de jaren heen werden andere districten afgesplitst van de Roebourne Roads Board waaronder die van Ashburton, Tableland en Port Hedland. In 1961 werd de Roebourne Roads Board de Shire of Roebourne. Karratha werd het administratief centrum van de Shire of Roebourne in 1975. Toen het district meer dan twintigduizend inwoners ging tellen kon het de stadsstatus aanvragen en op 1 juli 2014 werd de Shire of Roebourne de City of Karratha.

## Beschrijving
Het lokale bestuursgebied City of Karratha ligt aan de kust in de regio Pilbara, 1.535 kilometer ten noorden van de West-Australische hoofdstad Perth, en heeft een oppervlakte van ongeveer 15.890 km². Het telde 22.199 inwoners in 2021. De hoofdplaats is Karratha. De belangrijkste economische sector is de grondstoffensector. Het heeft vier havens waarlangs de grondstoffen worden uitgevoerd en een luchthaven.

## Plaatsen, dorpen en lokaliteiten
- Cossack
- Dampier
- Karratha
- Point Samson
- Roebourne
- Whim Creek
- Wickham